# Nepravilna matrika
Nepravilna matrika je tista matrika, ki ima različno število elementov v vsaki vrstici. Te vrste matrik se ne uporabljajo v linearni algebri, uporabljajo pa se za tabele v računalništvu.

## Zgled
{\displaystyle {\begin{bmatrix}1&31&12&-3\\7&2\\1&2&22\end{bmatrix}}}